# おがさわら丸 (初代)
「おがさわら丸」（おがさわらまる）は、小笠原海運が東京 - 父島間で運航していた貨客船。1979年に就航し、1997年まで運航された。同航路を運航する同名の船としては初代にあたる。

## 概要
1968年の小笠原諸島の本土復帰後、小笠原航路は東京都による運航を経て小笠原海運による運航となり、東海汽船から傭船した「椿丸」、続いて関西汽船から購入した「父島丸」（元「浮島丸」）が就航していた。本船は「父島丸」に代わる本航路初の新造船として、三菱重工業下関造船所で建造され、1979年4月2日に就航した。
前年に就航した東海汽船の「すとれちあ丸」の準同型船である。「すとれちあ丸」が2舵なのに対し本船は1舵のため、水中の抵抗が減り、航海速力が0.4ノット向上した。さらにフィンスタビライザーを装備して横揺れを軽減することで、荒れた海に対応していた。小さいながらも父島への貴重な交通手段として親しまれ、小笠原で使用されるものはプレハブ住宅やプレジャーボートのほか郵便物、現金に至るまで、危険物を除くほとんどの物資を運ぶ文字通りのライフラインであった。
1997年、二代目「おがさわら丸」の就航により引退した。その後、フィリピンのスルピシオラインズに売却され、Princess of the Caribbeanとなり、セブ島などに就航した。

### 就航航路
- 東京港竹芝ふ頭（東京） - 二見港（父島）

就航当時12:00東京発14：00父島入港だったが省エネの為その後10：00東京発14：30父島入港に変更。標準航海時間は28時間30分とされていたが、往路は海流や天候などによって29時間程度かかることが多く、復路は東京港の混雑次第で30時間近くかかることもあった。この航路は、年間約60往復が運航された。

## 船内
1等室はカプセルホテルのようなベッドのある6人室で、一等船客専用ラウンジが船首にあった。

### 船室
- 特等室
- 特一等室
- 一等室
- 二等室